# Rhomboxiphus compressimus
Rhomboxiphus compressimus is een Scaphopodasoort uit de familie van de Entalinidae. De wetenschappelijke naam van de soort is voor het eerst geldig gepubliceerd in 2005 door Okutani.